# Михайловская бухта
Михайловская бухта (укр. Михайлівська бухта) — небольшая бухта на северном берегу Севастопольской бухты (почти у самого входа в неё), между бухтой Матюшенко и Старосеверной бухтой. Название дано по Михайловской батарее, находящейся на западном безымянном мысе бухты.
Почва дна бухты илистая с большими примесями песка (у берега) и ракушечника (на глубине).
Глубина бухты около 9 м. В Михайловской бухте обустроен причал № 4.